# Yonlu (filme)
Yonlu é um longa-metragem brasileiro sobre o músico Vinicius Gageiro Marques, também conhecido pelo pseudônimo "Yoñlu". Foi lançado nos cinemas pela Lança Filmes em 30 de agosto de 2018. Antes do lançamento nos cinemas, foi apresentado no Festival do Rio. Foi um dos 22 filmes brasileiros habilitados a concorrer à indicação de Melhor Filme Estrangeiro pelo Brasil ao Oscar 2019.

## Sinopse
Yonlu é uma mistura de drama com musical e também animação que abordada o trabalho do artista Yoñlu, com suas músicas, ilustrações, textos, todo o seu imaginário.

## Elenco
- Thalles Cabral - Vinicius Gageiro Marques / Yoñlu
- Nelson Diniz
- Mirna Spritzer
- Leonardo Machado
- Liane Venturela[2]

## Produção
O diretor e roteirista Hique Montanari começou a escrever o primeiro dos doze tratamentos na época em que as músicas de Yoñlu começaram a circular pelo mercado, em 2007. O tratamento chegou a ser feito em parceria com Carlos Gerbase, época em que a Casa de Cinema de Porto Alegre estava associada com a Container Filmes no projeto. Depois ficou a cargo da Container e da Prana, de Gerbase e Luciana Tomasi, os ex-sócios da Casa.
A Agência Nacional do Cinema (ANCINE) autorizou o pagamento do orçamento de um milhão de reais do filme mais de uma vez (2010 e 2012), mas ele acabou sendo pago com o dinheiro ganho do edital do Programa Brasil de Todas as Telas 2014, feito pelo Governo do Brasil e do Estado. As gravações foram iniciadas no início de agosto de 2016, se estendendo até o dia 24 do mesmo mês, em Porto Alegre e Viamão. Montanari alterou o "ñ" do título por um "n" comum em 2012, afirmando que isso irá "universalizar o nome".
O roteiro foi aprovado pelo médico e os pais de Yoñlu, a psicanalista Ana Maria Gageiro e o ex-secretário da Cultura do Rio Grande do Sul, Luiz Marques. Montanari disse que quer ser "fiel à realidade": Na história dele, não há como dissociar a alegria da tristeza. Não há uma coisa sem a outra. No filme, vamos dosar tudo buscando a verossimilhança nessa dualidade."
Thalles Cabral cantou as canções de Yoñlu em cena, embora a trilha sonora contenha suas músicas originais. A finalização está prevista para 2017.

## Recepção
No Papo de Cinema, Marcelo Müller disse que "a direção de Hique Montanari propõe uma imersão sensorial na personalidade de Vinícius, para isso lançando mão de uma série de elementos bem estruturados e conjugados. Alternando as letras cortantes, a deformação de determinados cenários e a atuação intensa de Thalles Cabral, o cineasta cria um filme instigante, edificado sobre pilares sólidos."
Recebendo uma pontuação de três de cinco estrelas, consta na crítica da Folha de S.Paulo que "'Yonlu' é um filme bom para adolescentes, mas não arrebata público maduro (...) Ele não se arrisca a inventar muitos elementos dramáticos para dar mais consistência ao relato da vida de Vinicius Gageiro Marques." Em sua crítica no AdoroCinema, Bruno Carmelo deu uma nota 4/5 dizendo que é muito bom.
O filme garantiu reconhecimento, tanto de bilheteria, estando 15 semanas em cartaz e contando com a presença de mais de oito mil espectadores, quanto de prêmios nacionais e internacionais em festivais conceituados. O filme ganhou os seguintes prêmios: Best Indie Film From South America (Melhor Filme Independente da América do Sul) do festival londrino Best Film Awards; Prêmio do Júri para filme de longa-metragem do estadunidense Festival Internacional de Cinema Golden Gate; Prêmio Brasileiro Abraccine de melhor filme brasileiro de diretor estreante na 41ª Mostra Internacional de Cinema de São Paulo em 2017; Melhor Filme na Mostra Internacional de Longas e Prêmio da Imprensa no 9° Festival Internacional de Cinema da Fronteira em Bagé no ano de 2017; Melhor Diretor Estreante de Longa-Metragem no Los Angeles Film Awards 2019; Melhor filme de longa-metragem no Orion Int’l Film Festival na Austrália em 2019; Melhor roteiro de longa-metragem em Puerto Montt Int’l Film Festival em Puerto Montt no Chile em 2020 e Melhor roteiro de longa-metragem em Puerto Montt Int’l Film Festival em Puerto Montt no Chile em 2020.

Foi indicado ao 24º Prêmio Guarani de Cinema Brasileiro nas categorias: Melhor Revelação Masculina (Thalles Cabral) e Trilha Sonora; E cinco categorias no Prêmio do Júri: Melhor Filme Estrangeiro, Melhor Ator (Thalles Cabral), Melhor Fotografia (Juarez Pavelak), Melhor Trilha Sonora Original (Yonlu e Nando Barth) e Melhor Diretor (Hique Montanari).